# Divize C 1974/1975
V soubojích 10. ročníku České divize C 1974/75 se utkalo 14 týmů dvoukolovým systémem podzim–jaro. Tento ročník začal v srpnu 1974 a skončil v červnu 1975.

## Nové týmy v sezoně 1974/75
Z 2. ligy – sk. A 1973/74 sestoupila do Divize C mužstva TJ VCHZ Pardubice "B", VTJ Jičín a TJ Spartak Košíře. Z krajských přeborů ročníku 1973/74 postoupila vítězná mužstva TJ Lokomotiva Trutnov z Východočeského krajského přeboru. Také sem byla přeřazena mužstva TJ Slavia IPS Praha "B",TJ Břevnov a TJ Spartak Motorlet Praha z Divize B.

## Výsledná tabulka
Zdroj: 
| Poř. | Tým                             | Z  | V  | R  | P  | VG | OG | B  |
| ---- | ------------------------------- | -- | -- | -- | -- | -- | -- | -- |
| 1.   | TJ Náchod                       | 26 | 13 | 6  | 7  | 49 | 29 | 32 |
| 2.   | TJ Jawa Metaz Týnec nad Sázavou | 26 | 14 | 4  | 8  | 35 | 29 | 32 |
| 2.   | TJ Spartak Hradec Králové "B"   | 26 | 10 | 11 | 5  | 30 | 18 | 31 |
| 4.   | TJ Slavia IPS Praha "B"         | 26 | 11 | 8  | 7  | 46 | 28 | 30 |
| 5.   | TJ LIAZ Jablonec nad Nisou „B“  | 26 | 11 | 7  | 8  | 31 | 16 | 29 |
| 6.   | TJ Lokomotiva Trutnov           | 26 | 11 | 5  | 10 | 31 | 29 | 27 |
| 7.   | TJ Kolora Semily                | 26 | 11 | 5  | 10 | 28 | 33 | 27 |
| 8.   | TJ Spartak Motorlet Praha       | 26 | 7  | 11 | 8  | 23 | 22 | 25 |
| 9.   | TJ Lokomotiva Nymburk           | 26 | 10 | 5  | 11 | 34 | 38 | 25 |
| 10.  | TJ Slavoj Vyšehrad              | 26 | 8  | 8  | 10 | 29 | 34 | 24 |
| 11.  | TJ VCHZ Pardubice "B"           | 26 | 9  | 6  | 11 | 26 | 31 | 24 |
| 12.  | TJ Břevnov                      | 26 | 9  | 2  | 15 | 25 | 37 | 20 |
| 13.  | VTJ Jičín                       | 26 | 7  | 6  | 13 | 22 | 40 | 20 |
| 14.  | TJ Spartak Košíře               | 26 | 5  | 8  | 13 | 19 | 44 | 18 |

Poznámky:
- Z = Odehrané zápasy; V = Vítězství; R = Remízy; P = Prohry; VG = Vstřelené góly; OG = Obdržené góly; B = Body

|  | Postup do 3. ligy – sk. A 1975/76                |
|  | Sestup do příslušného oblastního přeboru 1975/76 |